# Szermierka (film 1892)
Szermierka – amerykański film niemy z 1896 roku w reżyserii William Heise.